# さんぱち

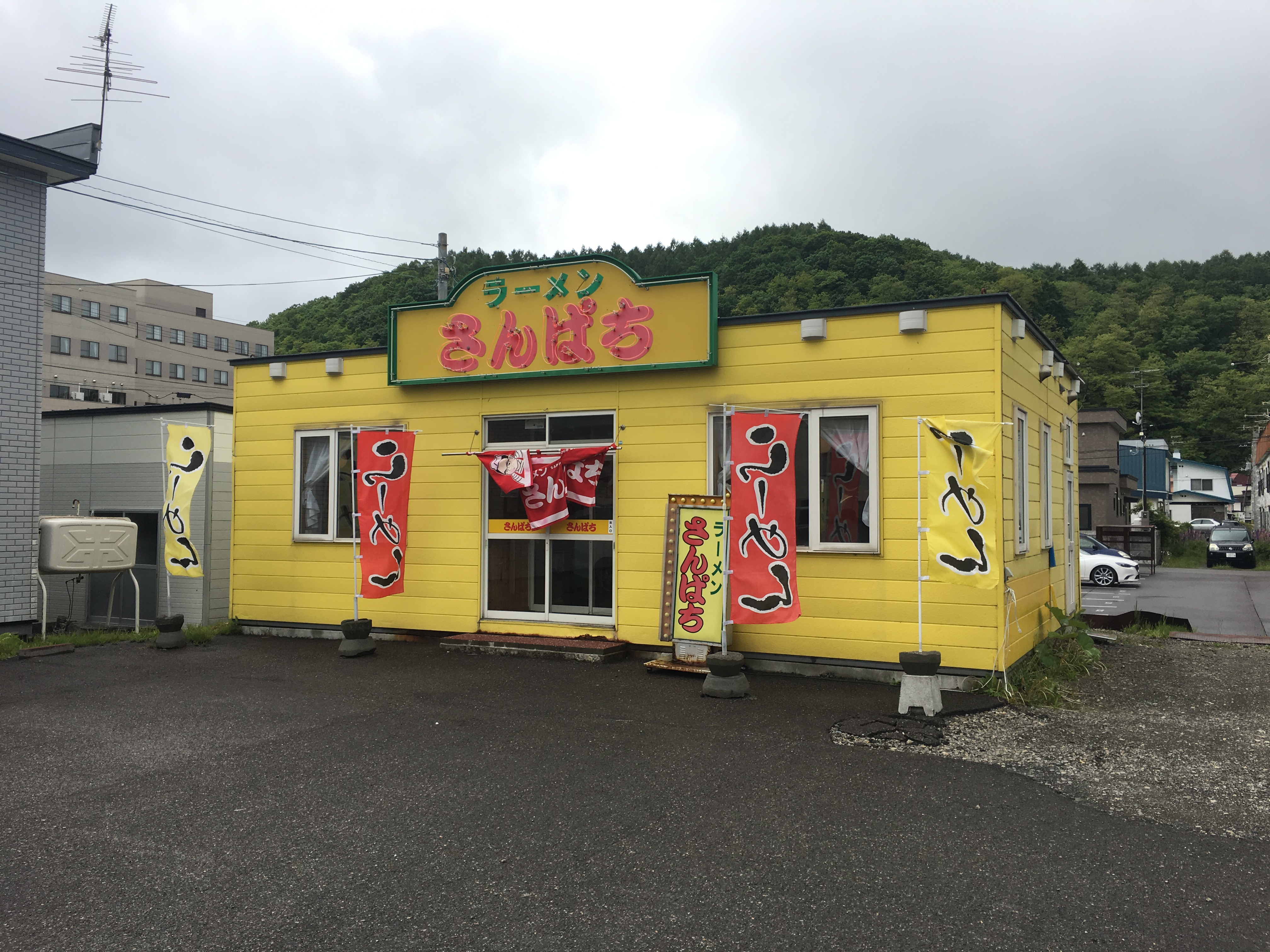
さんぱち遠軽店（2018年6月）

株式会社さんぱちは、北海道札幌市豊平区を拠点に海外にも店舗を展開するラーメンチェーン店。自社ビルでの賃貸マンションの経営もする。

## 概要
北海道札幌市にて1軒のラーメン屋から始まり、FC制を導入して北海道地方の広域にまで店舗を拡大。東北・関東・近畿・九州・沖縄地方にも進出し、海外進出も果たした。海外店舗も拡大中であり、現在3か国に渡り展開中である。中国での店舗屋号は「八八八拉麺」（パーパーパーラーメン）。
イメージキャラクターの人物は代表取締役社長の中秀世。店舗屋号である「さんぱち」の由来は創業当時の年齢が38歳だったことによる。

## 特徴
基本は札幌ラーメンをベースに、各地で展開している。

### スープ
スープの基本は、味噌・塩・醤油味の3種類。他に昔風・元祖・辛味噌（豆板醤入り）を使用したピリ辛などがある。スープには、札幌ラーメンの主流である、多用のラードを用いてスープ温度を高温に保つなど工夫されている。店舗により味付けは多少異なるが、北海道の気候風土に合わせた比較的濃い味付けで展開しており、さんぱち豊平川店には「味が濃い場合はお申しつけ下さい」と但し書きがある。特に醤油は味が濃く、塩辛い。スープの色も濃い。

### 麺
一般的な札幌ラーメンよりも太麺で強いコシが特徴的。自社工場にて製造されたものを使用。
フランチャイズ制度を採用しているため、オリジナルの「札幌麺」とフランチャイジーが調達する地場の麺を選択できる店舗もある。

### 具材
- ナルトは「さんぱち」の文字が入ったオリジナル製品が扱われる。

現在(2022年9月頃)はうずまきナルトになっている店舗もある。

### サービス
- ラーメンを飲食後の料金精算時には、アイスキャンデーが1本貰える。
- 3月8日は、「さんぱちの日」として制定し、8日・9日は、「さんぱちサンキューDAY」と称して、レギュラーラーメンを低価格にて提供する感謝セールを開催する。

### 店舗
- 自社ビル（さんぱちBLD・2・3）の上層階を賃貸ビル・マンションとして貸出している。

## 沿革
- 1987年 - 北海道札幌市にラーメン店さんぱちを創業。
- 1991年 - 有限会社さんぱちに法人化。
- 1993年2月 - 株式会社さんぱちに改組。
- 1995年 - 本社ビル（現：さんぱちBLD 豊平メディカルプラザ）を取得。
- 2004年 - 海外1号店を香港に出店。
- 2005年
  - 4月 - 社長の出身地である北海道美深町に「ぴうからーめん」を営業。
  - 12月 - 中国1号店を瀋陽市に「八八八拉麺」の屋号で出店。
- 2009年 - 台湾1号店を台北市の髙島屋（大葉高島屋百貨店）に出店。

## 店舗エリア

### 日本
- 北海道

### 札幌地区
札幌市
- - 中央区 - 南8条店、南10条店(2023年12月末閉店)、すすきの店(閉店)
  - 北区 - 本店、屯田店(2023年6月開店)、新琴似店、北24条店(閉店)
  - 東区 - 綜本店、東苗穂店、
  - 白石区 - 平和通り店、北郷店(2014年7月6日閉店)
  - 豊平区 - 西岡店(2023年9月18日閉店)、東北通り店、豊平川店、中の島店(2023年6月開店)
  - 南区 - 石山店
  - 西区 - 西野店
  - 厚別区 - 厚別南店
  - 手稲区 - 前田店(2018年閉店)、星置店
  - 清田区 - 平岡店、

### 道央地区
- 江別市 - 江別一番町店(2014年6月閉店)、江別店(閉店)
- 石狩市 - 石狩花川店
- 恵庭市 - 恵庭店
- 苫小牧市 -
- 千歳市
- 岩見沢市
- 美唄市
- 小樽市
- 倶知安町
- 滝川市

### 道南地区
- 函館市 - 函館店(2018年6月閉店)
- 北斗市

### 道東地区
- 釧路市
- 根室市
- 帯広市(閉店)
- 音更町(閉店)
- 中標津町
- 網走市
- 美幌町(店主の夜逃げにつき閉店(諸説あり))
- 北見市
- 紋別市
- 遠軽町（閉店）
- 斜里町（閉店）

### 道北地区
- 旭川市(閉店)
- 美深町
- 稚内市
- 名寄市
- 上富良野町

### 道外店舗
- 青森県
  - 青森市 - 青森店
- 愛知県
  - 刈谷市 - 刈谷近鉄レストハウス店(閉店)
- 福岡県
  - 福岡市 - 博多店(閉店)
  - 北九州市 - リバーウォーク北九州店(閉店)
- 沖縄県
  - 那覇市 - 新都心店(閉店)
  - 糸満市 - 糸満店
  - 豊見城市 - 豊見城店(2023年8月29日閉店)
  - 中城村 - 中城南上原店(2024年1月31日閉店)
  - 名護市 - 名護店
  - 石垣市 - 札幌らーめん問屋
  - 西原町 - 西原坂田店(2017年12月30日中城南上原への移転のため閉店）
  - 南城市 - 南城店(閉店)
- 東京都
  - 渋谷区
- 神奈川県
  - 横浜市 フードテーマパーク「全国ご当地店センバツ ラーメン甲子園」

### 日本国外
- 香港
- 中国
- 台湾

## メディア
広告・CM
- 2010年4月よりJR北海道バスの女性専用路線バスのラッピングバスの運行が開始された。
55-1 JR札幌駅行（西宮の沢5条2丁目発→JR札幌駅着）※平日運行（7:50発→8:28着）

## 事業所
本社
- 札幌市豊平区豊平4条3丁目3-10 さんぱちBLD

ラーメン店舗
- 公式サイト（さんぱち店舗紹介 - ウェイバックマシン（2011年12月3日アーカイブ分））を参照。

賃貸ビル・マンション
- さんぱちBLD
  - 札幌市豊平区豊平4条3丁目3-10（本社）
- さんぱちBLD2
  - 札幌市豊平区豊平4条3丁目3-5（さんぱち豊平川店）
- さんぱちBLD3
  - 札幌市西区琴似1条7丁目1-35（さんぱち琴似店）